# Jeff Bloemberg
Jeff Bloemberg (* 31. Januar 1968 in Listowel, Ontario) ist ein ehemaliger kanadischer Eishockeyspieler, der unter anderem für die New York Rangers in der National Hockey League aktiv war.

## Karriere
Bloemberg begann seine Karriere 1985 in der kanadischen Juniorenliga Ontario Hockey League bei den North Bay Centennials. Ein Jahr später wählten ihn die Verantwortlichen der New York Rangers während des NHL Entry Draft 1986 in der fünften Runde an insgesamt 93. Position aus. Der Verteidiger blieb bis 1988 in der OHL, ehe er in die International Hockey League zu den Denver Rangers, dem damaligen Farmteam der New York Rangers, wechselte. In der Saison 1988/89 absolvierte er seine ersten neun NHL-Spiele für die Rangers, erzielte dabei jedoch keinen Scorerpunkt. In den folgenden Jahren konnte sich Bloemberg nicht in der NHL durchsetzen und war überwiegend bei diversen Farmteams der New Yorker aktiv. So spielte er 1989/90 bei den Flint Spirits in der IHL und von 1990 bis 1992 bei den Binghamton Rangers in der American Hockey League. 
Im Sommer 1992 entschied sich Bloemberg zunächst für ein Engagement bei den Tampa Bay Lightning, als er während des NHL Expansion Draft 1992 von dem kurz vorher neu gegründeten Team gezogen wurde. Noch vor dem Beginn der Spielzeit 1992/93 wechselte er dann zu den Edmonton Oilers. Bei den Oilers kam er nicht in der NHL zum Einsatz und trug dagegen 92 Mal das Trikot der Cape Breton Oilers in der AHL. Nach einem weiteren Jahr bei den Springfield Indians, unterschrieb er zur Saison 1994/95 als Free Agent einen Vertrag bei den Detroit Red Wings, die ihn allerdings ebenfalls nur bei deren damaligen Farmteam, den Adirondack Red Wings in der AHL einsetzten. Dort spielte er bis 1997 und wechselte anschließend in die Deutsche Eishockey Liga zu den Berlin Capitals. Es folgte eine Saison bei den Revierlöwen Oberhausen, ehe er seine aktive Eishockeykarriere 1999 im Alter von 31 Jahren beendete.

## Erfolge und Auszeichnungen
- 1991 AHL Second All-Star Team
- 1993 Calder-Cup-Gewinn mit den Cape Breton Oilers
- 1997 AHL All-Star Classic